# 부산여자고등학교
부산여자고등학교(釜山女子高等學校)는 대한민국 부산광역시 사하구 하단동에 있는 공립 고등학교이다.

## 학교 연혁
- 1945년 10월 1일 : 미군정하에 부산공립고등여학교라고 칭하고 학생을 모집
- 1945년 10월 28일 : 초대 김처순 학교장 취임
- 1945년 11월 1일 : 토성동 구 부산공립고등여학교 교사로 옮겨서 개교함
- 1946년 4월 5일 : 서대신동1가 53번지 교사로 옮김
- 1946년 9월 1일 : 교육법에 의하여 부산공립여자중학교로 개칭(6년제)
- 1951년 8월 31일 : 학제 변경으로 4학년 이상을 부산여자고등학교로, 3학년 이하는 부산서여자중학교로 분교 (12학급 편성)
- 1959년 4월 21일 : 교사 징발 해제로 본 교사에 수복(8. 9개월 만에)
- 1962년 3월 7일 : 부산사범대학 병설 고등학교 여학생 146명 인수하여 임시로 26학급 편성
- 1973년 10월 5일 : 신축 교사 착공
- 1975년 5월 1일 : 하단동 신축 교사로 이전
- 1975년 10월 11일 : 신축 교사 준공 및 제30주년 기념식 거행
- 1980년 3월 15일 : 부산여자고등학교 부설 방송통신고등학교 개교(8학급 편성)
- 1981년 3월 1일 : 강당 신축 및 9개 교실 증축
- 1981년 10월 19일 : 학칙 변경 인가(36학급 편성)
- 1981년 10월 31일 : 동백관 개관
- 1983년 2월 6일 : 부산여자고등학교 부설 방송통신고등학교 제1회 졸업식 거행
- 1992년 2월 1일 : 부산여자고등학교 부설 방송통신고등학교 제10회 졸업식 후 경남여자고등학교 부설 방송통신고등학교에 통합
- 1997년 11월 28일 : 승학관 개관
- 2023년 2월 9일 : 제75회 졸업식(256명, 졸업생 총 36,518명)
- 2023년 3월 1일 : 제24대 이말숙 교장 취임
- 2025년 2월 7일 : 2024학년도 졸업식(262명)
- 2025년 3월 4일 : 2025학년도 입학식(257명)

## 참고 자료
- 부산여자고등학교 - 한국교육학술정보원 학교알리미